# Josef Klehr
Josef Klehr (* 17. Oktober 1904 in Langenau, Oberschlesien, heute Teil von Kietrz, Polen; † 23. August 1988 in Braunschweig-Leiferde) war ein deutscher SS-Oberscharführer, SS-Sanitätsdienstgrad (SDG) im KZ Auschwitz I und Massenmörder.

## Leben
Klehr wurde als Sohn eines Erziehers geboren. Nach dem Besuch der Volksschule erlernte er das Tischlerhandwerk. Bis 1934 arbeitete er als Tischlergeselle. Ende 1934 (nach einem vergeblichen Versuch, als Erzieher in der gleichen Anstalt, in der sein Vater tätig war, unterzukommen) wurde er Pfleger in der Heil- und Pflegeanstalt in Leubus. Ab 1938 übernahm er eine Stelle als Hilfswachtmeister im Zuchthaus Wohlau.
Klehr war zum 1. Dezember 1931 der NSDAP (Mitgliedsnummer 817.508) und im Herbst 1932 der SS beigetreten (Mitgliedsnummer 54.061). Im August 1939 wurde er zur Waffen-SS eingezogen. Er kam zur Wachmannschaft des KZ Buchenwald. 1940 wurde Klehr als SS-Sanitäter ins KZ Dachau versetzt, wo er sowohl im Häftlingskrankenbau als auch im SS-Revier tätig war. Im Oktober 1941 wurde er zum SS-Unterscharführer befördert und ins KZ Auschwitz abkommandiert. Dort wurde er zunächst im Häftlingskrankenbau des Stammlagers als Sanitätsdienstgrad (SDG) eingesetzt.
Klehr war berüchtigt für sein „Abspritzen“ (Mord durch Phenolinjektion in den Herzmuskel) von Häftlingen.

„Klehr liebte es, nach der Untersuchung der kranken Häftlinge durch den Lagerarzt weitere Häftlinge in den Krankensälen des Häftlingskrankenbaus für die Tötung durch Phenol auszusuchen, sowie der Lagerarzt das Lager verlassen hatte. Dabei ging er durch die Krankenblocks und wählte willkürlich jüdische Häftlinge aus […] [Er] hatte eine Vorliebe für gerade Zahlen. Er wollte die Zahl der durch den Lagerarzt zur Tötung ausgewählten Häftlinge ‚nach oben aufrunden‘.“

Als Leiter des Desinfektionskommandos ab Sommer 1943 war Klehr an den Massenmorden in den Gaskammern direkt beteiligt. In einer Reihe von Fällen hatte er in Birkenau das Zyklon B in die Gaskammern hineingeschüttet, nachdem „jüdische Menschen, die mit einem Reichssicherheitshauptamt-Transport kamen, dort eingeschlossen waren.“
Am 20. April 1943 wurde Klehr mit dem Kriegsverdienstkreuz 2. Klasse mit Schwertern ausgezeichnet. Ab Juli 1944 leitete er den Häftlingskrankenbau im Nebenlager Gleiwitz I und war für den sanitären Bereich der Nebenlager Gleiwitz I bis IV verantwortlich. Bei der Evakuierung des KZ Auschwitz, zwischen dem 17. Januar und dem 23. Januar 1945, bewachte Klehr eine Häftlingskolonne und begleitete den Todesmarsch bis zum KZ Groß-Rosen. Dort wurde er einem SS-Kampfverband angeschlossen und kam gegen Kriegsende über die Tschechoslowakei nach Österreich.

### Nach 1945
In Österreich geriet Klehr im Mai 1945 in amerikanische Gefangenschaft. Er wurde ins Kriegsgefangenenlager nach Böblingen verbracht und von einem Lagergericht wegen Zugehörigkeit zur SS zu drei Jahren Arbeitslager verurteilt.
Im März 1948 wurde er aus dem Arbeitslager nach Braunschweig entlassen. Dort arbeitete er bis zu seiner erneuten Verhaftung im September 1960 als Tischler. Zu diesem Zeitpunkt war er verheiratet und hatte zwei Kinder.
Im 1. Auschwitzprozess, der am 20. Dezember 1963 vor dem Schwurgericht in Frankfurt am Main aufgenommen wurde, wurde er im August 1965 zu lebenslangem Zuchthaus und weiteren 15 Jahren Zuchthaus wegen Mordes in „allermindestens 475 Fällen“ und Beihilfe zum Mord in mehreren Tausend Fällen verurteilt. Zudem verlor er die bürgerlichen Ehrenrechte auf Lebenszeit. Am 25. Januar 1988 wurde die Strafvollstreckung wegen Vollzugsuntauglichkeit ausgesetzt, am 10. Juni 1988 wurde dann der Strafrest zur Bewährung ausgesetzt. Klehr starb wenige Monate später.
In der filmischen Reportage „Drei deutsche Mörder. Aufzeichnungen über die Banalität des Bösen“ (1978/99) von Ebbo Demant wurden vierzehn Jahre nach dem Auschwitzprozess und während ihrer Haftzeit Klehr, Oswald Kaduk und Josef Erber zu Auschwitz und ihrem Selbstverständnis als ehemalige Angehörige des SS-Lagerpersonals interviewt.